# Меренештський ліс
Меренештський ліс знаходиться на території Слободзейського району самопроголошеної ПМР.
Через географічну близькість є популярним місцем відпочинку серед мешканців Бендер. Сюди можна дістатися на теплоплаві, автобусі. У лісі чимало дерев, в стовбурах і гілках яких досі збереглися уламки — під час німецько-радянської війни тут йшли запеклі бої.
У Меренештському лісі розміщені численні піонерські табори та будинки відпочинку підприємств міста. Вписалися в пейзаж легкі ажурні будівлі зі скла і металу і дерев'яні теремки з загостреними дахами.